# Apatochernes vastus
Apatochernes vastus är en spindeldjursart som beskrevs av Beier 1976. Apatochernes vastus ingår i släktet Apatochernes och familjen blindklokrypare. Inga underarter finns listade i Catalogue of Life.